# أليكس فيرغوس
أليكس فيرغوس (بالإنجليزية: Alex Fergus)‏ هو لاعب كرة قدم بريطاني (وحمل سابقاً جنسية المملكة المتحدة لبريطانيا العظمى وأيرلندا) في مركز الوسط، ولد في 1899 في المملكة المتحدة. لعب مع كوفنتري سيتي ونادي بيرنلي.